# Sven Melin (friidrottare)
Sven Edvin Milton Melin, född den 7 april 1928 i Aringsås församling i Alvesta, död den 21 april 1989 i Helsingborg, var en svensk friidrottare (längdhopp). Han vann SM-guld i längdhopp åren 1949, 1950 och 1954. Han tävlade för Alvesta GoIF, Kalmar SK och KFUM Tranås. Melin är begravd på Pålsjö kyrkogård i Helsingborg.